# Wilhelm von Cloßmann
Wilhelm Nikolaus Cloßmann, seit 1790 von Cloßmann (* 24. April 1788 in Mannheim; † 23. Mai 1855 in Achern) war ein badischer Generalmajor und Kommandant von Rastatt.

## Leben

### Herkunft
Wilhelm war der älteste Sohn des badischen Generalleutnants und Gouverneurs von Karlsruhe Joseph von Cloßmann (1755–1826) und dessen Ehefrau Christine, geborene Minet (1755–1835). Sein Vater war am 25. Mai 1790 durch den Kurfürsten Karl Theodor in den erblichen Reichs- und Kurfürstlich pfälzischen Adelsstand erhoben worden.

### Militärkarriere
Cloßmann stand 1801/03 zunächst in kurfürstlich bayerischen Diensten. Nachdem die Kurpfalz an das Großherzogtum Baden gefallen war, trat er als Sekondeleutnant im Infanterieregiment „Kronprinz“ in die Badische Armee über. Er nahm seit 1805 an den Koalitionskriegen teil und konnte sich 1809 als Stabskapitän bei den Kämpfen in Vorarlberg bewähren. Bei einem Streifzug mit einem gemischten Detachement gegen Tiroler Insurgenten gelang ihm die Gefangennahme von einem Hauptmann und 15 Mann. Außerdem erbeutete er eine Fahne. Während des Russlandfeldzuges war Cloßmann 1812 Kompaniechef im 3. Infanterie-Regiment, das an der Seite Frankreich kämpfte. In der Schlacht an der Beresina wurde er verwundet und für sein Wirken mit dem Ritterkreuz des Militär-Karl-Friedrich-Verdienstordens sowie dem Kreuz der Ehrenlegion ausgezeichnet.
1813 wurde Cloßmann zum Major befördert und führte in den Feldzügen 1814/15 das von ihm organisierte 6. Landwehr-Bataillon vor Straßburg.
Nach dem Friedensschluss avancierte Cloßmann bis 1833 zum Oberst und Kommandeur des Infanterie-Regiments „Markgraf Wilhelm“ Nr. 3. Er wurde 1840 mit der Ernennung zum Kommandanten von Rastatt auch Kommandeur der 2. Infanterie-Brigade und stieg in diesen Funktionen drei Jahre später zum Generalmajor auf. In Würdigung seiner Verdienste verlieh ihm Großherzog Leopold 1847 das Kommandeurkreuz I. Klasse des Ordens vom Zähringer Löwen. Während des Heckeraufstandes führte Cloßmann die badischen Truppen gegen die Revolutionäre in den Gefechten bei Kandern und dem Sturm auf Freiburg. Beim Ausbruch der Militärmeuterei in der Festung Rastatt versuchte Cloßmann am 11. Mai 1849 an der Spitze einer Eskadron des 1. Dragoner-Regiments die Meuterer auseinanderzusprengen. Dabei wurde er durch einen Steinwurf am Kopf schwer verwundet und konnte sich aus der Festung retten. Er wurde daraufhin am 13. August 1849 in den Ruhestand versetzt.

### Familie
Cloßmann hatte sich am 17. November 1817 mit Wilhelmine Keßler-Sarensheim von Kettenheim (1801–1882) verheiratet. Aus der Ehe gingen folgende Kinder hervor:
- Wilhelm (1820–1845), badischer Premierleutnant
- August (1823–1874), Schriftsteller
- Julius (* 1825), kaiserlicher Senatspräsident in Colmar
- Georg (* 1826), Kaufmann in Antwerpen
- Leopoldine (* 1829)